# Medelby
Medelby est une municipalité allemande située dans le land du Schleswig-Holstein et dans l'arrondissement de Schleswig-Flensbourg.

## Personnalités liées à la ville
- Georgius Calixtus (1586-1656), théologien né à Medelby.